# Jewgeni Iwanowitsch Bessonow

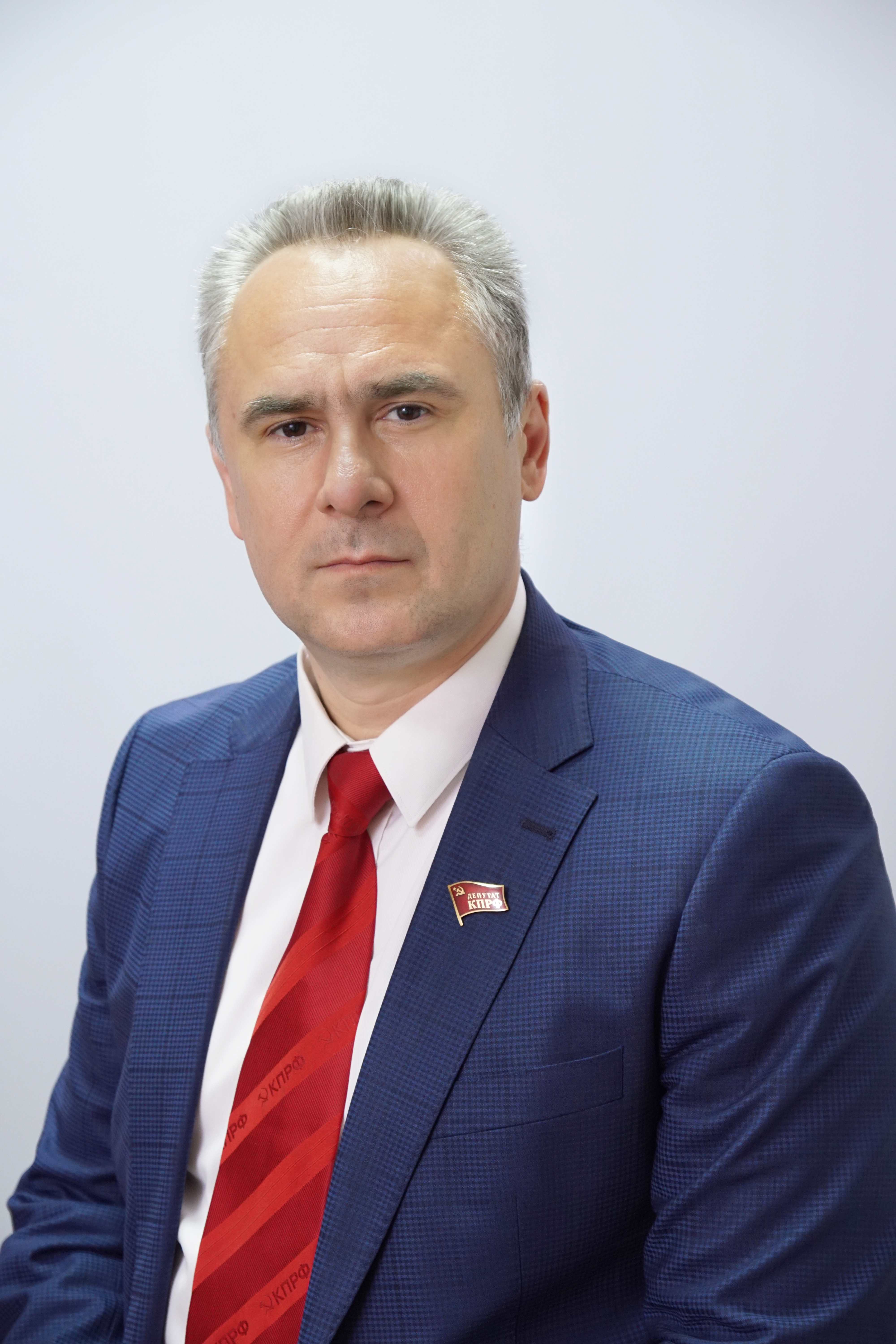
Jewgeni Iwanowitsch Bessonow

Jewgeni Iwanowitsch Bessonow (russisch Евгений Иванович Бессонов; * 26. November 1968 in Rostow am Don, RSFSR, UdSSR) ist ein russischer Politiker von der Kommunistischen Partei und Duma-Abgeordneter seit 2021.

## Biographie
Bessonow absolvierte 1991 das Rostower Militärinstitut für Raketentruppen mit dem Schwerpunkt „Luftfahrzeugsteuerungssysteme“. 2002 folgte ein weiterer Abschluss im Fachbereich Rechtswissenschaften.
Von 2008 bis 2021 saß Bessonow als Abgeordneter im Landesparlament der Oblast Rostow. Bei den Bürgermeisterwahlen in Rostow im März 2010 erhielt er 19,38 Prozent der Stimmen und belegte den zweiten Platz.
Nach drei erfolglosen Versuchen (2007, 2011 und 2016) wurde er bei der Parlamentswahl in Russland 2021 in die Duma gewählt.

## Sonstiges
Wegen des russischen Angriffskrieges gegen die Ukraine wurde Bessonow im März 2022 von den Vereinigten Staaten sanktioniert.